# Gradsko
Gradsko (mac. Градско) – wieś w centralnej Macedonii Północnej. Ośrodek administracyjny gminy Gradsko. W 2002 roku 86,52% mieszkańców stanowili Macedończycy, 9,68% – Boszniacy, 2,16% – Romowie, 1,64% – pozostali.